# Húsipari Múzeum
A Húsipari Múzeum egykori magyar ipartörténeti múzeum (szakgyűjtemény), amely 1974 és a 2010-es évek között működött a volt Budapesti Sertésközvágóhíd területén. A tárgyak tulajdonosa jelenleg a Magyar Mezőgazdasági Múzeum.

## Története
Magyarországon az 1870-es években merült fel az igény a régi húsfeldolgozó tárgyak gyűjtése iránt. Kisebb-nagyobb próbálkozások után az 1890-es években ismét indultak ilyen mozgalmak, ezúttal sem sok eredménnyel. Az 1948-as államosítás után végül létrehozták az EDOSZ Archívumot, ahol az élelmiszeripar különböző iparágainak történeti dokumentumait gyűjtötték össze. 1969-ben megbízták az Országos Húsipari Kutatóintézetet az állatforgalom és a húsipar történetével foglalkozó mindenfajta dokumentum, kiadvány gyűjtésével. A kiállítás – amelynek rendezésében részt vettek a Magyar Mezőgazdasági Múzeum munkatársai is – 5 évvel később, 1974-ben nyílt meg kezdetben ipartörténeti gyűjteményként a Budapesti Sertésközvágóhíd és az Országos Húsipari Kutatóintézet területén (Gubacsi út 6/b). 1976-tól minősítették át múzeummá.
A múzeum 1990-ben átköltözött korábbi helyéről egy másik, 20. század elején épült épületbe.
A múzeum állandó nyitvatartási idővel nem rendelkezett, bejelentkezés után volt látogatható.
A múzeum A húsipar története a Kárpát-medencében című állandó kiállítás két teremmel és egy épületen kívüli szabadtéri kiállítóhellyel az ősi húsmívesség történetét, illetve a 19. század második felétől fokozatosan iparrá fejlődött hentes-mészáros mesterség történetét mutatta be. A legfontosabb műtárgyak a következők voltak:
- céhláda 1790-ből[1]
- céhláda 1825-ből[1]
- lórévi hentesüzlet felszerelése az 1870-es évekből[1]
- úgynevezett lacikonyha a két világháború közötti időből[1]
- kutter 1850 körülről (Európában egyedülálló gép)[1]
- Heikena 50-es szalámipaszta-aprító gép (Európában egyedülálló gép)[1]
- ötkéses ringakés[5]
- két szintes sertésszállító vagon[5]

A kiállítás ízelítőt adott a húsipari szakirodalomból, de el lehetett olvasni egyes neves húsiparban dolgozó személyek életrajzait, a Húsipari Kutatóintézet történetét, illetve az Állatorvosi Higiéniai Szolgálat és a húsipar kapcsolatát is.

## Megszűnése
A Budapesti Sertésközvágóhíd 2001-ben elbontásra került. Ezt követően a múzeum is, a 2010-es években megszűnt. Műtárgyait 2016-ban a Magyar Mezőgazdasági Múzeum kapta. Ezt követően a tárgyakból (kiegészítve saját kapcsolódó anyagával) a Magyar Mezőgazdasági Múzeum Húsmíves mesterség Magyarországon címmel időszaki kiállítást rendezett a Vajdahunyad várában, amely 2016. szeptember 21. és 2017. február 26. között volt látogatható.

## Egyéb
Bár a budapesti húsipari múzeum megszűnt, egy vidéki kiállítás napjainkban is bemutatja a magyar húsipar történetének egy részét:
- Gyulai Kolbász Múzeum (5700 Gyula, Kétegyházi út. 3/1)[9]

## Egyéb irodalom
- (főszerk.) Balassa M. Iván: Magyarország múzeumai. Múzeumlátogatók kézikönyve, Vince Kiadó Kft., Budapest, 2001, ISBN 963-9192-93-7
- Dr. Koncz Erzsébet – Dr. Szabolcs Ottó: Barangolás Budapesten. Kézikönyv a főváros múzeumait látogatók számára, Korona Kiadó, Budapest, 1995
- [Ghimessy László]: A Húsipari Múzeum, Állatforgalmi és Húsipari Tröszt, Országos Húsipari Kutatóintézet, Budapest, 1984 [!1985]
- Siki J.: Ipartörténeti gyűjtésünk eddigi eredményei In: Húsipar (1975), 24., 6., 250-259.

## Filmfelvételek
- Húsipari Múzeum – Youtube.com, 2011

## Kapcsolódó lapok
- Budapest múzeumainak listája
- Magyarországi iparmúzeumok listája